# Glonggong (Dolopo)
Glonggong is een bestuurslaag in het regentschap Madiun van de provincie Oost-Java, Indonesië. Glonggong telt 6447 inwoners (volkstelling 2010).